# Seline
Seline falu Horvátországban Zára megyében. Közigazgatásilag Starigradhoz tartozik.

## Fekvése
Zárától légvonalban 26, közúton 41 km-re északkeletre, községközpontjától 3 km-re délkeletre, Dalmácia északi részén, a Velebit-hegység déli része alatt, Vinjeraccal átellenben, a Velebit-csatorna partján fekszik.

## Története
Seline egykor Obrovac határához tartozott. Szétszórt házakból állt, melyek a hegycsúcsok között, a hegyi utak mellett olyan helyeken épültek, ahol a természeti adottságok lehetővé tették felépítésüket. Régi plébániatemploma a hagyomány szerint a mai Seline és Starigrad határán állt, a 11. században épült, Szent Péter és Pál apostolok tiszteletére volt szentelve. 1908-ban Seline a következő településrészekről állt: Zukva (itt állt a plébániaház), Velika Paklenica, Grabove Doline, Jasenar, Rimenić, Libinjev, Čičevice, Nad Modričom, Pod Oštrom Glavicom, Poda Dragom, Kosa, Provalija, Relijan, Nada Docom, Varoš Bucića, Varoš Magaški, Brig, Varoš Jukića, Gradina, Jabukovac, Dom Samardžića, Varoš Jurlinovića, Varoš Lekića, Varoš Skiljića. A terület 1797-ig volt a Velencei Köztársaság része. Miután a francia seregek felszámolták a Velencei Köztársaságot és a campo formiói béke értelmében osztrák csapatok szállták meg. 1806-ban a pozsonyi béke alapján az Első Francia Császárság Illír Tartományának része lett. 1815-ben a bécsi kongresszus újra Ausztriának adta, amely a Dalmát Királyság részeként Zárából igazgatta 1918-ig. A településnek 1857-ben 417, 1910-ben 817 lakosa volt. Az első világháború után előbb a Szerb-Horvát-Szlovén Királyság, majd Jugoszlávia része lett. A második világháború idején 1941-ben a szomszédos településekkel együtt Olaszország fennhatósága alá került. Az 1943. szeptemberi olasz kapituláció, majd német megszállás után visszatért Horvátországhoz, majd újra Jugoszlávia része lett. A településnek 2011-ben 469 lakosa volt, akik állattenyésztésből, halászatból és a turizmusból éltek.

## Lakosság
| Lakosság változása | Lakosság változása | Lakosság változása | Lakosság változása | Lakosság változása | Lakosság változása | Lakosság változása | Lakosság változása | Lakosság változása | Lakosság változása | Lakosság változása | Lakosság változása | Lakosság változása | Lakosság változása | Lakosság változása | Lakosság változása |
| ------------------ | ------------------ | ------------------ | ------------------ | ------------------ | ------------------ | ------------------ | ------------------ | ------------------ | ------------------ | ------------------ | ------------------ | ------------------ | ------------------ | ------------------ | ------------------ |
| 1857               | 1869               | 1880               | 1890               | 1900               | 1910               | 1921               | 1931               | 1948               | 1953               | 1961               | 1971               | 1981               | 1991               | 2001               | 2011               |
| 417                | 462                | 538                | 634                | 737                | 817                | 918                | 934                | 857                | 729                | 613                | 571                | 459                | 457                | 455                | 469                |

## Nevezetességei
- A Kisboldogasszony tiszteletére szentelt plébániatemploma 1840-ben épült, felszentelése 1850-ben történt. 1987-ben megújították. Egyhajós épület sekrestyével. Főoltárán Szűz Mária születését ábrázoló festmény látható. Két mellékoltára isztriai kőből és márványból készült, Szűz Mária és Páduai Szent Antal tiszteletére szentelték. Keresztelőmedencéje és szenteltvíztartója kőből készült. Harangtornya a múltban leomlott. Plébániaháza rossz állapotban van.[2]
- A temetőben álló Szent Márk kápolnát 1999-ben alapjaiban megújították és újraszentelték.[2]
- A település felett a Velebit-hegységben egy Szent Jakab templom romjai találhatók.[2]
- A település közvetlen közelében találjuk a természeti látnivakókban bővelkedő Paklenica Nemzeti Parkot.
- Selinét tengerparti sétány és kerékpárút köti össze a szomszédos Starigraddal.